# Ljubljanska banka
Ljubljanska banka, sa sjedištem u Ljubljani, bila je jedna od tri najveće i najuglednije banke SFRJ. 

## Kontroverze
Tijekom raspada SFRJ politička vlast Slovenije donosi odluku o zatvaranju Ljubljanske banke, na način da se njezina imovina prebaci na novostvorenu Novu Ljubljansku banku, dok su njezini dugovi i obaveze prema štedišama koje ne žive u Sloveniji ostali u staroj banci (štediše s teritorija Slovenije prebačene su u novu banku). Kako bi se spriječile tužbe oštećenih štediša, donesen je slovenski zakon po kojemu štediše koji nisu državljani Slovenije ne mogu doći do svog novca dok se ne okonča sukcesija Jugoslavije iz koje bi oni bili namireni.
Približno 130.000 hrvatskih građana imalo je otvorene štedne račune. Banka je također kreditirala hrvatska poduzeća. Ta sredstva nisu nikada vraćena.